# Вартість крові
Вартість крові (англ. Bloodworth) — американський фільм жанру драма 2010 року. Режисер Шейн Декс Тейлор; фільм знятий на основі книги Вільяма Гея — «Провінція ночі». Продюсери Дерріл Етвотер, Кенді Етвотер, Ві. Ерл Браун, Кеннет Бурк, Ті-Боун Барнет, Тревіс Ніколсон, Коркі Тейлор і Шейн Декс Тейлор. Сценарист Ві. Ерл Браун. В ролях Вел Кілмер, Кріс Крістофферсон та Гіларі Дафф. Першочергово у фільмі мав зніматися Тобі Кіт, але пізніше відмовився від ролі.

## Сюжет
Минуло 40 років із того часу, коли І. Ф. Блодворс (Кріс Крістофферсон) покинув свою люблячу дружину та синів заради життя у дорозі, будучи мандрівним музикантом. Коли Блодворс з'являється на порозі своєї домівки та зустрічається лицем до лиця із наслідками свого від'їзду. Його колишня дружина Джулія (Френсіс Конрой) ментально зруйнована, а його три сини, Воррен (Вел Кілмер), Бойд (Дуайт Йокім) та Брейді (Ві. Ерл Браун) за десятки років набралися злості як до свого батька, так і один до одного. Єдина надія Блодворса лежить у формуванні стосунків із раніше невідомим внуком Флемінгом (Різ Томпсон). Проте коли Флемінг зустрічає юну дівчину Рейвен (Гіларі Дафф), жінку його мрій, доля Блодворсів може повторитися ще раз.

## У ролях
- Вел Кілмер — Воррен Блодворс
- Кріс Крістофферсон — І. Ф. Блодворс
- Гіларі Дафф — Рейвен Лі Холфейкр
- Різ Томпсон — Флемінг Блодворс
- Дуайт Йокім — Бойд Блодворс
- Френсіс Конрой — Джулія Блодворс
- Ві. Ерл Браун — Брейді Блодворс
- Гіларі Бертон — Хейзел
- Шейла Келлі — Луїз Холфейкр
- Хенк Вільямс III — Триггер Ліпскомб
- Баррі Корбін — Сверблячка

## Зйомки
Зйомки проходили в квітні-травні 2009 у Вілмінгтоні, Північна Кароліна. До саундтреків кінострічки входять композиції у виконанні Кріса Крістофферсона.

## Реліз
Прем'єра ранішньої версії фільму відбулася 6 лютого 2010 на фестивалі 2010 Santa Barbara International Film Festival; пізніше 15-22 квітня 2010 кінострічка показувалася як фільм-у-виробництві на фестивалі 2010 Nashville Film Festival. Повна версія фільму була частиною фестивалю 17th Annual Austin Film Festival, який проходив 21-28 жовтня в Остіні, Техас. Наразі кіно доступне на Netflix Instant Play.

## Рецензії
Сайт Rotten Tomatoes оцінив фільм у 3.1/5, базуючись на 3,701 рецензіях.